# Liga Mexicana del Pacífico 2008-09
La Temporada 2008-09 de la Liga Mexicana del Pacífico fue la 51.ª edición, llevó el nombre de COMEX y comenzó el 10 de octubre de 2008.
Durante esta campaña se estableció el récord de más hits dobles en una temporada.
La temporada finalizó el 26 de enero de 2009, con la coronación de los Venados de Mazatlán al vencer 4-0 en serie final a los Cañeros de Los Mochis.

## Sistema de competencia

### Temporada regular
La temporada regular consta de dos mitades lo cual abarca un total de 68 juegos a disputarse para cada uno de los ocho clubes que conforman a la Liga Mexicana del Pacífico. La primera mitad está integrada de 35 juegos para cada club y la segunda de 33 juegos para cada club. Al término de cada mitad, se asigna un puntaje que va de 3 a 8 puntos en forma ascendente, según la clasificación (standing) general de cada club. A continuación se muestra la distribución de dicho puntaje:
- Primera posición: 8 puntos
- Segunda: 7 puntos
- Tercera: 6 puntos
- Cuarta: 5 puntos
- Quinta: 4,5 puntos
- Sexta: 4 puntos
- Séptima: 3,5 puntos
- Octava: 3 puntos

### Postemporada
Tras el término de la segunda vuelta, los seis equipos con mayor puntaje sobre la base de las dos mitades de la temporada regular pasan a la etapa denominada postemporada (play-offs). En esta etapa, los equipos se enfrentan entre sí en una serie de siete juegos donde deben ganar cuatro para avanzar a las semifinales. Es importante señalar que los tres equipos que obtuvieron mayor puntaje en la temporada regular empiezan la serie con dos juegos en su estadio (esta etapa de juego es conocida como «repesca»), para continuar con tres partidos en el estadio contrario y finalmente concretar la serie de nuevo en su estadio. Estos últimos dos juegos no son necesarios si alguno de los equipos obtiene una ventaja clara en la serie sobre su rival.

### Semifinales
Para la etapa de semifinales, pasan los tres equipos con mejor posición en el standing de juegos ganados y perdidos más uno adicional que es denominado «mejor perdedor», el cual resulta de poseer la mayor cantidad de juegos ganados en la repesca, principalmente. De esta manera, el mejor perdedor se enfrenta como visitante al equipo mejor situado del standing en una serie, mientras que el segundo y el tercero hacen lo mismo a su vez. En el caso del mejor perdedor, no puede enfrentarse al equipo con el que disputó la primera fase de play-offs.

### Final
Se da entre los equipos que ganaron en la etapa de semifinales.

## Datos Sobresalientes
- Agustín Murillo establece el récord de 30 hits dobles en una temporada jugando con Yaquis de Ciudad Obregón.

## Equipos participantes
| Liga Mexicana del Pacífico 2008-09 |           |                           |                          |           |
| Equipo                             | Fundación | Ciudad                    | Estadio                  | Capacidad |
| Águilas de Mexicali                | 1948      | Mexicali, Baja California | Casas GEO                | 17,000    |
| Algodoneros de Guasave             | 1970      | Guasave, Sinaloa          | Francisco Carranza Limón | 8,000     |
| Cañeros de Los Mochis              | 1947      | Los Mochis, Sinaloa       | Emilio Ibarra Almada     | 11,000    |
| Mayos de Navojoa                   | 1950      | Navojoa, Sonora           | Manuel Ciclón Echeverría | 12,500    |
| Naranjeros de Hermosillo           | 1944      | Hermosillo, Sonora        | Héctor Espino            | 15,000    |
| Tomateros de Culiacán              | 1965      | Culiacán, Sinaloa         | General Ángel Flores     | 16,000    |
| Venados de Mazatlán                | 1945      | Mazatlán, Sinaloa         | Teodoro Mariscal         | 12,000    |
| Yaquis de Ciudad Obregón           | 1947      | Ciudad Obregón, Sonora    | Tomás Oroz Gaytán        | 13,000    |

## Standings

### Primera vuelta
| Equipos                  | JJ | JG | JP | JE | JV   | PCT  | PTS |
| ------------------------ | -- | -- | -- | -- | ---- | ---- | --- |
| Cañeros de Los Mochis    | 35 | 22 | 13 | -  | -    | .629 | 8   |
| Naranjeros de Hermosillo | 35 | 19 | 16 | -  | 3.0  | .543 | 7   |
| Águilas de Mexicali      | 35 | 19 | 16 | -  | 3.0  | .543 | 6   |
| Algodoneros de Guasave   | 35 | 18 | 17 | -  | 4.0  | .514 | 5   |
| Venados de Mazatlán      | 35 | 18 | 17 | -  | 4.0  | .514 | 4.5 |
| Mayos de Navojoa         | 35 | 17 | 18 | -  | 5.0  | .486 | 4   |
| Tomateros de Culiacán    | 35 | 15 | 20 | -  | 7.0  | .429 | 3.5 |
| Yaquis de Ciudad Obregón | 33 | 12 | 23 | -  | 10.0 | .343 | 3   |

### Segunda vuelta
| Equipos                  | JJ | JG | JP | JE | JV   | PCT  | PTS |
| ------------------------ | -- | -- | -- | -- | ---- | ---- | --- |
| Venados de Mazatlán      | 33 | 23 | 10 | -  | -    | .697 | 8   |
| Algodoneros de Guasave   | 33 | 19 | 14 | 0  | 4.0  | .576 | 7   |
| Yaquis de Ciudad Obregón | 33 | 17 | 15 | 1  | 5.5  | .531 | 6   |
| Naranjeros de Hermosillo | 33 | 17 | 16 | -  | 6.0  | .515 | 5   |
| Cañeros de Los Mochis    | 31 | 14 | 16 | 1  | 7.5  | .467 | 4.5 |
| Águilas de Mexicali      | 31 | 14 | 17 | -  | 8.0  | .452 | 4   |
| Mayos de Navojoa         | 33 | 14 | 19 | -  | 9.0  | .424 | 3.5 |
| Tomateros de Culiacán    | 33 | 11 | 22 | -  | 12.0 | .333 | 3   |

### Standings General
| Equipos                  | JJ | JG | JP | JE | JV   | PCT  | PTS  |
| ------------------------ | -- | -- | -- | -- | ---- | ---- | ---- |
| Venados de Mazatlán      | 68 | 41 | 27 | -  | -    | .603 | 12.5 |
| Cañeros de Los Mochis    | 66 | 36 | 29 | 1  | 6.0  | .545 | 12.5 |
| Algodoneros de Guasave   | 68 | 37 | 31 | -  | 4.0  | .544 | 12   |
| Naranjeros de Hermosillo | 68 | 36 | 32 | -  | 5.0  | .529 | 12   |
| Águilas de Mexicali      | 66 | 33 | 33 | -  | 9.0  | .500 | 10   |
| Yaquis de Ciudad Obregón | 68 | 29 | 38 | 1  | 11.5 | .426 | 9    |
| Mayos de Navojoa         | 68 | 31 | 37 | -  | 10.0 | .455 | 7.5  |
| Tomateros de Culiacán    | 68 | 26 | 42 | -  | 15.0 | .382 | 6.5  |

| Avanza a los playoffs |

Nota 1: En empate entre Mazatlán y Mochis se definió por el criterio de mejor porcentaje de ganados y perdidos.
Nota 2: En empate entre Guasave y Hermosillo se definió por el criterio de mejor porcentaje de ganados y perdidos.

## Playoffs
|  | Primer Play Off | Primer Play Off | Primer Play Off |          |            | Semifinales | Semifinales | Semifinales |  |        | Final  | Final | Final |  |
|  |                 |                 |                 |          |            |             |             |             |  |        |        |       |       |  |
|  |                 |                 |                 |          |            |             |             |             |  |        |        |       |       |  |
|  | Mexicali        | Mexicali        | 2               |          |            |             |             |             |  |        |        |       |       |  |
|  | Mexicali        | Mexicali        | 2               |          |            |             |             |             |  |        |        |       |       |  |
|  | Mochis          | Mochis          | 4               |          |            |             |             |             |  |        |        |       |       |  |
|  | Mochis          | Mochis          | 4               |          | Hermosillo | Hermosillo  | 3           |             |  |        |        |       |       |  |
|  |                 |                 |                 |          | Hermosillo | Hermosillo  | 3           |             |  |        |        |       |       |  |
|  |                 |                 | Mochis          | Mochis   | 4          |             |             |             |  |        |        |       |       |  |
|  | Hermosillo      | Hermosillo      | Mochis          | Mochis   | 4          | 4           |             |             |  |        |        |       |       |  |
|  | Hermosillo      | Hermosillo      |                 |          |            |             |             |             |  |        |        |       |       |  |
|  | Guasave         | Guasave         | 2               |          |            |             |             |             |  |        |        |       |       |  |
|  | Guasave         | Guasave         | 2               |          |            |             |             |             |  | Mochis | Mochis | 0     |       |  |
|  |                 |                 |                 |          |            |             |             |             |  | Mochis | Mochis | 0     |       |  |
|  |                 |                 | Mazatlán        | Mazatlán | 4          |             |             |             |  |        |        |       |       |  |
|  |                 |                 | Mazatlán        | Mazatlán | 4          |             |             |             |  |        |        |       |       |  |
|  |                 |                 |                 |          |            |             |             |             |  |        |        |       |       |  |
|  |                 |                 |                 |          |            |             |             |             |  |        |        |       |       |  |
|  |                 | Guasave         | Guasave         | 3        |            |             |             |             |  |        |        |       |       |  |
|  |                 |                 |                 | 3        |            |             |             |             |  |        |        |       |       |  |
|  |                 |                 | Mazatlán        | Mazatlán | 4          |             |             |             |  |        |        |       |       |  |
|  | Obregón         | Obregón         | Mazatlán        | Mazatlán | 4          | 1           |             |             |  |        |        |       |       |  |
|  | Obregón         | Obregón         |                 |          |            |             |             |             |  |        |        |       |       |  |
|  | Mazatlán        | Mazatlán        | 4               |          |            |             |             |             |  |        |        |       |       |  |
|  | Mazatlán        | Mazatlán        | 4               |          |            |             |             |             |  |        |        |       |       |  |
|  |                 |                 |                 |          |            |             |             |             |  |        |        |       |       |  |

### Primer Play Off
| Equipos                  | JJ | JG | JP | JE | JV  | PCT  |
| ------------------------ | -- | -- | -- | -- | --- | ---- |
| Venados de Mazatlán      | 5  | 4  | 1  | -  | -   | .800 |
| Cañeros de Los Mochis    | 6  | 4  | 2  | -  | -   | .667 |
| Naranjeros de Hermosillo | 6  | 4  | 2  | -  | -   | .667 |
| Algodoneros de Guasave   | 6  | 2  | 4  | -  | 2.0 | .333 |
| Águilas de Mexicali      | 6  | 2  | 4  | -  | 2.0 | .333 |
| Yaquis de Ciudad Obregón | 5  | 1  | 4  | -  | 3.0 | .200 |

| Avanza a semifinales |

| Avanza como comodín |

### Semifinales
| Equipos                  | JJ | JG | JP | JE | JV  | PCT  |
| ------------------------ | -- | -- | -- | -- | --- | ---- |
| Venados de Mazatlán      | 7  | 4  | 3  | -  | -   | .571 |
| Cañeros de Los Mochis    | 7  | 4  | 3  | -  | -   | .571 |
| Naranjeros de Hermosillo | 7  | 3  | 4  | -  | 1.0 | .429 |
| Algodoneros de Guasave   | 7  | 3  | 4  | -  | 1.0 | .429 |

| Avanza a la Final |

### Final
| Equipos               | JJ | JG | JP | JE | JV  | PCT   |
| --------------------- | -- | -- | -- | -- | --- | ----- |
| Venados de Mazatlán   | 4  | 4  | 0  | -  | -   | 1.000 |
| Cañeros de Los Mochis | 4  | 0  | 4  | -  | 4.0 | .000  |

| Campeón |

## Cuadro de Honor
| Equipos                  | Posición   |
| ------------------------ | ---------- |
| Venados de Mazatlán      | Campeón    |
| Cañeros de Los Mochis    | Subcampeón |
| Naranjeros de Hermosillo | 3° Lugar   |
| Algodoneros de Guasave   | 4° Lugar   |
| Águilas de Mexicali      | 5° Lugar   |
| Yaquis de Ciudad Obregón | 6° Lugar   |
| Mayos de Navojoa         | 7° Lugar   |
| Tomateros de Culiacán    | 8° Lugar   |